# Wendlandia ovata
Wendlandia ovata är en måreväxtart som beskrevs av Elmer Drew Merrill. Wendlandia ovata ingår i släktet Wendlandia och familjen måreväxter. Inga underarter finns listade i Catalogue of Life.